# German-Inline-Cup 2015
Der German-Inline-Cup 2015 wurde für Frauen und Männer an fünf Stationen ausgetragen. Der Auftakt am 29. März 2015 und das Finale am 26. September 2015 fanden in Berlin statt.

## Frauen

### Wettbewerbe
| GIC           | Ort                          | Sieg                               | Platz 2                                  | Platz 3                             |
| ------------- | ---------------------------- | ---------------------------------- | ---------------------------------------- | ----------------------------------- |
| 29. März      | Berliner Halbmarathon        | Sabine Berg Powerslide Matter      | Josie Hofmann ARMA-arena-Geisingen-Team  | Katharina Rumpus Powerslide Matter  |
| 16. August    | Salzburg                     | Katharina Rumpus Powerslide Matter | Sabine Berg Powerslide Matter            | Claudia Maria Henneken SSC Köln     |
| 5. September  | Arena Geisingen Halbmarathon | Sabine Berg Powerslide Matter      | Jessica van Bentrum Arma Arena Geisingen | Daina Gibbs Arma Arena Geisingen    |
| 20. September | Prag                         | Sabine Berg Powerslide Matter      | Katja Ulbrich TS Bayreuth                | Ana Odlazek Rolerski Klub Ljubljana |
| 26. September | Berlin-Marathon              | Sandrine Tas Xl Tulips Powerslide  | Manon Kamminga Powerslide Matter         | Katharina Rumpus Powerslide Matter  |

### Gesamt-Einzelwertung
| Rang | Name                   | Team                |
| ---- | ---------------------- | ------------------- |
| 1    | Sabine Berg            | Powerslide Matter   |
| 2    | Claudia Maria Henneken | SSC Köln            |
| 3    | Katarzyna Otrebska     | Skate Munich        |
| 4    | Michaela Geppert       | Rhein-Neckar Skater |
| 5    | Katharina Rumpus       | Powerslide Matter   |
| 6    | Katja Ulbrich          | TS Bayreuth         |

## Männer

### Wettbewerbe
| GIC           | Ort                          | Sieg                            | Platz 2                         | Platz 3                          |
| ------------- | ---------------------------- | ------------------------------- | ------------------------------- | -------------------------------- |
| 29. März      | Berliner Halbmarathon        | Felix Rijhnen Powerslide Matter | Giacomo Cuncu SCC Berlin        | Tobias Hecht PS TAX Racing Team  |
| 16. August    | Salzburg                     | Felix Rijhnen Powerslide Matter | Peter Michael Powerslide Matter | Ondřej Suchý Czech National Team |
| 5. September  | Arena Geisingen Halbmarathon | Peter Michael Powerslide Matter | Felix Rijhnen Powerslide Matter | Livio Wenger Powerslide Matter   |
| 20. September | Prag                         | Tim Sibiet Chauvin Arnoux       | Richard Kudělásek               | Ondřej Suchý Czech National Team |
| 26. September | Berlin-Marathon              | Bart Swings Powerslide Matter   | Gary Hekman Team van Werven     | Patxi Peula El Pilar Marianistas |

### Gesamt-Einzelwertung
| Rang | Name          | Team                        |
| ---- | ------------- | --------------------------- |
| 1    | Felix Rijhnen | Powerslide Matter           |
| 2    | Tobias Hecht  | PS Tax Racing Team          |
| 3    | Peter Michael | Powerslide Matter           |
| 4    | Tim Sibiet    | Chauvin Arnoux              |
| 5    | Michal Prokop | Czech National Team         |
| 6    | Pawel Ciezki  | TEAM der-rollenshop.de BONT |